# 舒代
舒代（法語：Chouday，法語發音：[ʃudɛ]）是法国安德尔省的一个市镇，位于该省东部偏北，属于伊苏丹区。

## 地理
舒代（46°54'38"N, 2°3'54"E）面积30 平方千米，位于法国中央-卢瓦尔河谷大区安德尔省，该省份为法国中部省份，北起卢瓦-谢尔省，西北接安德尔-卢瓦尔省，西南接维埃纳省，南至克勒兹省和上维埃纳省，东临谢尔省。
与舒代接壤的市镇（或旧市镇、城区）包括：圣昂布鲁瓦、伊苏丹、圣欧班、塞格里。

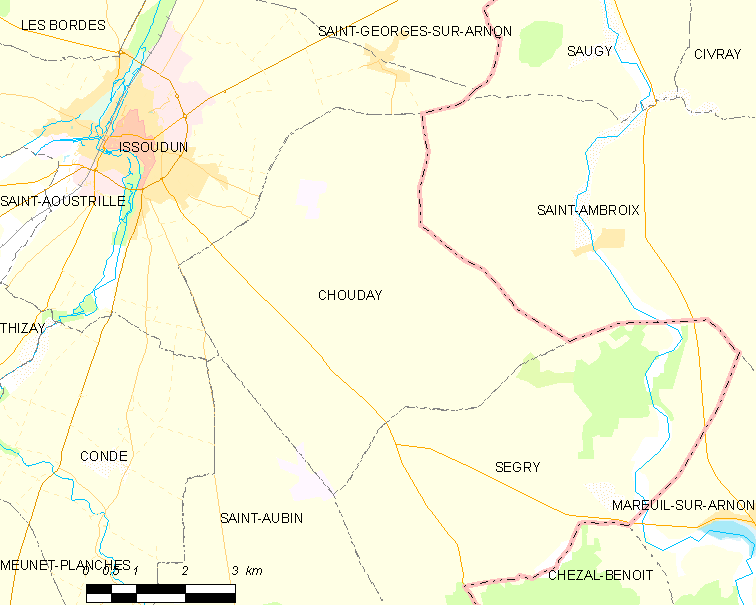
舒代的OSM定位图

舒代的时区为UTC+01:00、UTC+02:00（夏令时）。

## 行政
舒代的邮政编码为36100，INSEE市镇编码为36052。

## 政治
舒代所属的省级选区为伊苏丹县。

## 人口

1962-2008年间舒代人口变化图示

舒代于2022年1月1日时的人口数量为145人。